# ハルポクラテス

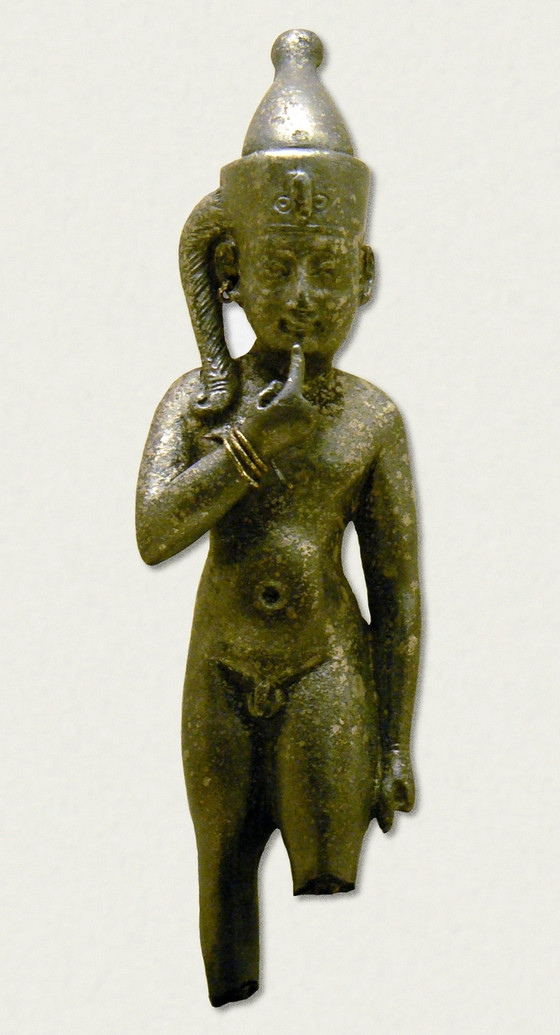
プトレマイオス朝時代の青銅製ハルポクラテース像（グルベンキアン財団、リスボン）

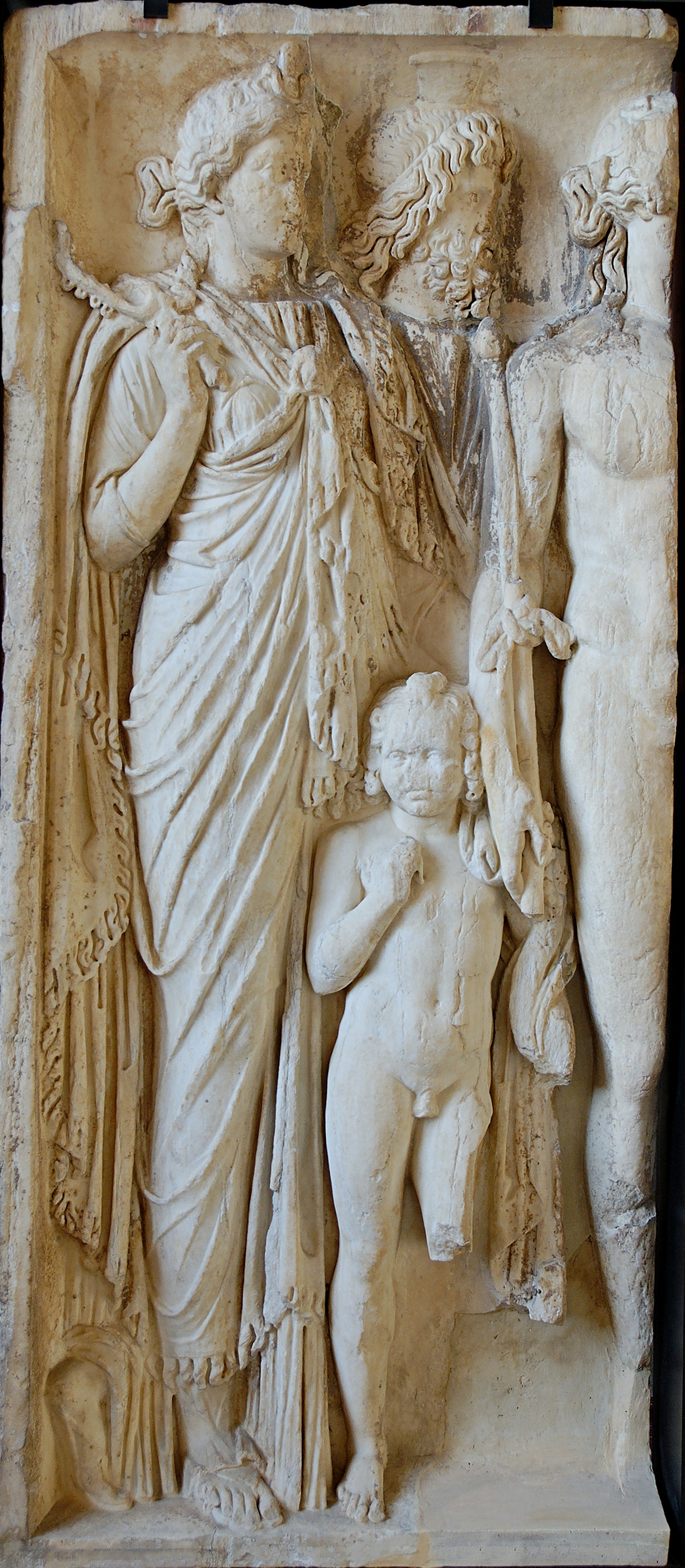
イシスとセラーピスと子供のハルポクラテース。（ルーヴル美術館）

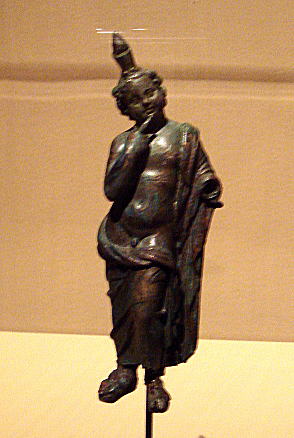
ハルポクラテースの青銅製小像。（アフガニスタン Bagram、紀元2世紀）

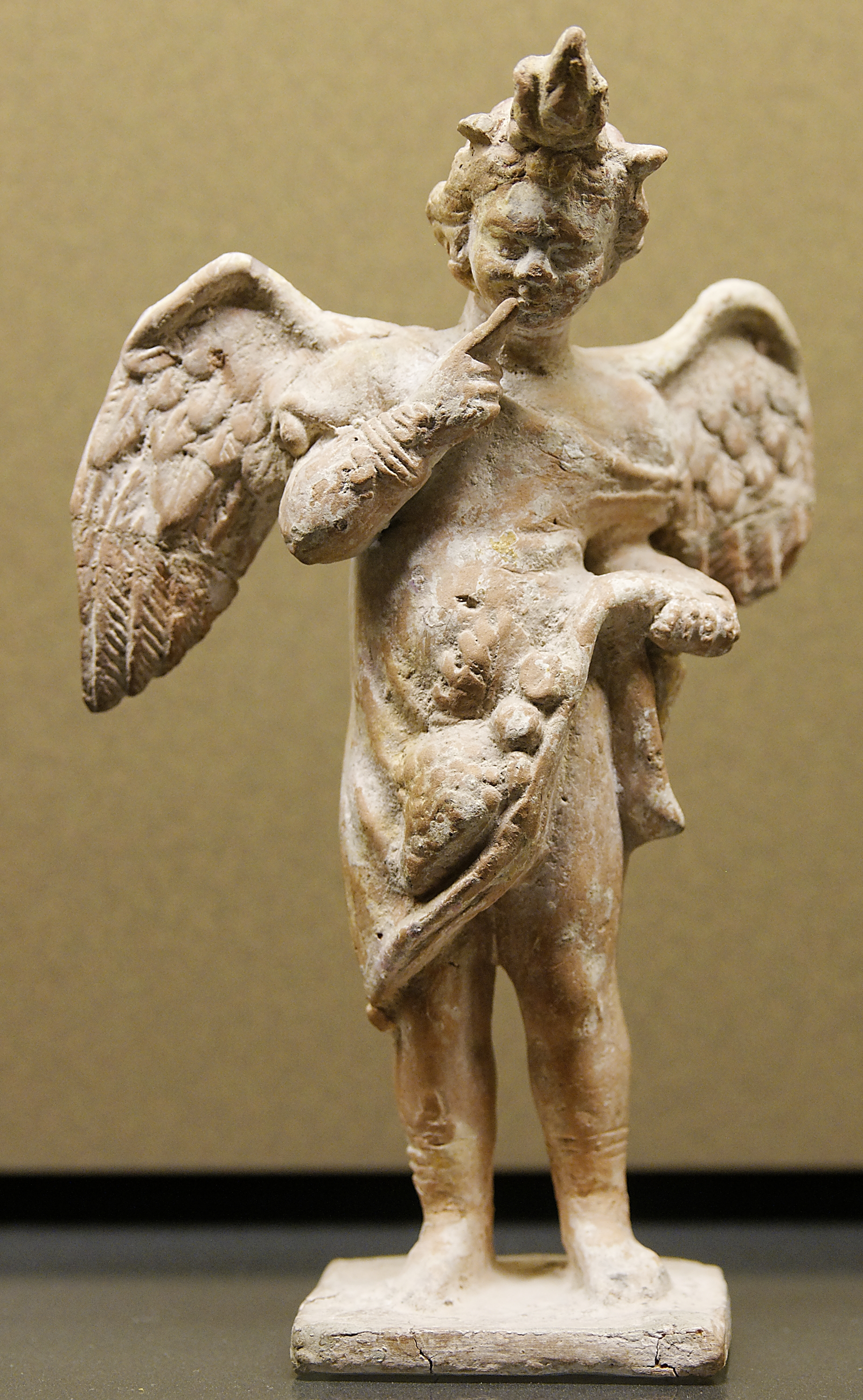
ハルポクラテース型エロース像。（ルーヴル美術館、紀元前100年から50年ごろ）

ハルポクラテース（古希: Ἁρποκράτης, Harpocratēs）はギリシア神話の沈黙の神で、古代エジプトのホルス神をギリシア化したものである。古代エジプトのホルスは生まれたての太陽、すなわち毎日昇ってくる朝日を表していた。アレクサンドロス3世によってエジプトが征服された後のヘレニズム期に、エジプト語の Har-pa-khered または Heru-pa-khered （「子供のホルス」の意）をギリシア語化してハルポクラテースと呼ぶようになった。長母音を省略してハルポクラテスとも表記される。

## ホルス
エジプト神話のホルスは、イシスとオシリスの子で、父神オシリスはその弟セトに殺されたため、冥界の王となった。ギリシア人はオシリスをギリシア神話の冥界の神ハーデースと同一視し、習合神セラーピスを生み出した。
エジプト人は成人したホルスを毎日闇を追い払う太陽の勝利の神とみなしていた。ハイタカの頭を持つ姿で描かれることが多い。これはタカが高いところを飛ぶことから太陽神であるホルスへの生贄に捧げられたことに由来する。ホルスはセトと戦って最終的に勝利し、エジプトの支配者となった。エジプトのファラオは基本的にホルスの生まれ変わりと見なされていた。
エジプトの神殿の中庭にはワニの上に立つ Heru-pa-Khered を描いた石碑があり、延ばした手に蛇を持っていた。Heru-pa-Khered には癒しと祝福の力があるとされており、その石碑の下に水が溜められ、その水に浸かる儀式が行われていた。
紀元前後には古代ローマも含めて神秘信仰が流行し、イシスやセラーピスと共にホルス信仰も広まっていった。

## ハルポクラテース
ハルポクラテースは子供のホルスであり、毎日上ってくる太陽や冬季の太陽の強さや植物の芽生えを人格化した神とされた。エジプトでの子供のホルス像は指を口にくわえた裸の少年である。指をくわえているのはヒエログリフにおける「子供」を表す文字に由来しており、ギリシアやローマにおける「沈黙」を表すポーズとは無関係だった。ギリシアやローマの詩人はこれを誤解して、ハルポクラテースを沈黙と秘密の神とした。誤解を生むきっかけとなったのはマルクス・テレンティウス・ウァロの De lingua latina にある Caelum（空）と Terra（大地）の項で、次のように記されていたためである。
「これらの神々はエジプトでセラーピスとイシスと呼ばれている神々と同一だが、指をくわえたハルポクラテースは沈黙を表しているように見える。ラティウムにおける同様の原初の神々はサートゥルヌスとオプスである」
オウィディウスはイシスを次のように描写している。
「イシスの眉は三日月形の角笛。金色の輝く肌に花冠をつけ、堂々とした威厳ある優美さをたたえている。そのそばには、吠え立てるアヌビス、まだら模様のアピス、神聖なブバスティス、沈黙するために指をくわえた神がいる」
安価なテラコッタ製ハルポクラテース像が個人宅の祭壇用に作られており、ローマ帝国各地で見つかっている。したがってアウグスティヌスはハルポクラテース像の姿を知っていたと思われるが、よきキリスト教信者としてエウヘメロス的神話解釈をウァロに帰している。
「そしてセラピスとイシスを祭った神殿には、ほぼ必ず指を口にくわえ沈黙を表したように見える像があった。ウァロはそのように解釈したが、人ならぬものであるから人間と同様に解釈すべきではない」
マルティアヌス・カペッラの寓話的著作は中世によく読まれたが、その中で「指を口にくわえた少年」についての言及はあるが、その名がハルポクラテースであることは記していなかった。そのため、その少年はクピドと解釈された。実際古代ローマにおいてもハルポクラテス型のクピド像（写真参照）が既に存在していた。
プルタルコスによれば、ハルポクラテースはイシスの2番目の息子で、生まれつき脚が不自由だったという。子供のホルスは子供やその母親の特別な守護神となった。また、毒蛇にかまれた際にラーに直してもらったことから、受難の後の希望を表す神とされた。

## 20世紀における参照
1920年代から1950年代にかけて活躍したマルクス兄弟の1人ハーポ・マルクスについて、グルーチョはその名がハルポクラテースにちなんだものだと冗談めかして語っている。実際にはハープを演奏していたことからハーポと名乗っていた。

## 現代オカルト主義者の用法
現代オカルト主義では、ハルポクラテースをグノーシス主義と結び付けている。例えばアレイスター・クロウリーの著書にそのような記述がある。